# Frank L. Farrar

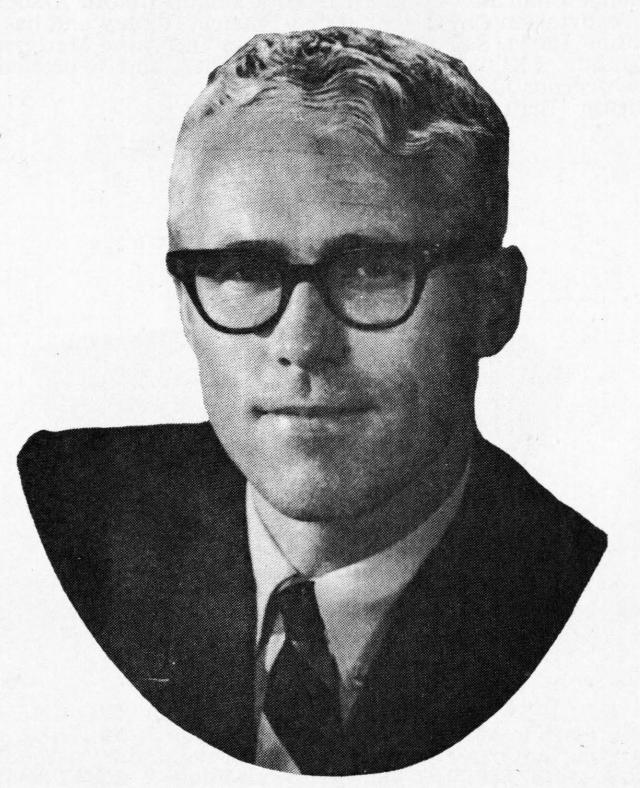
Frank L. Farrar

Frank Leroy Farrar (* 2. April 1929 in Britton, Marshall County, South Dakota; † 31. Oktober 2021 in Rochester, Minnesota) war ein US-amerikanischer Politiker (Republikanische Partei). Er war von 1969 bis 1971 der 24. Gouverneur des Bundesstaates South Dakota.

## Frühe Jahre und politischer Aufstieg
Frank Farrar besuchte die University of South Dakota, wo er unter anderem Jura studierte. Zwischen 1949 und 1953 war er in der Reserve der US-Armee und während des Koreakriegs wurde er zwischen 1953 und 1955 für den aktiven Dienst rekrutiert. Nach dem Ende des Kriegs war er bis 1957 Finanzbeamter. Im Jahr 1958 wurde er kurzzeitig Richter, ehe er von 1959 bis 1962 Bezirksstaatsanwalt im Marshall County wurde. Zwischen 1963 und 1969 war Frank Farrar Attorney General von South Dakota. Im Jahr 1968 wurde er zum neuen Gouverneur seines Staates gewählt.
Frank L. Farrar war von 1953 bis zu ihrem Tod im Jahr 2015 mit Patricia Farrar verheiratet. Aus der Ehe gingen fünf gemeinsame Kinder hervor. Patricia Farrar starb am 31. Oktober 2015, auf den Tag genau sechs Jahre vor dem Tod ihres Ehemannes.

## Gouverneur von South Dakota
Farrar trat seine zweijährige Amtszeit am 7. Januar 1969 an. In seiner Amtszeit wurde South Dakota von einem schweren Hochwasser heimgesucht, bei dem 26 Countys zum Notstandsgebiet erklärt wurden. Politisch wurde unter Gouverneur Farrar eine Kommission zur Überarbeitung der Verfassung eingesetzt. Ansonsten setzte er sich für den Verbraucherschutz und eine Reform des Versicherungswesens ein. Auch die wirtschaftliche Weiterentwicklung South Dakotas wurde von Farrar gefördert.
Im Jahr 1970 unterlag er bei den Gouverneurswahlen dem Demokraten Richard F. Kneip. Daher musste er am 5. Januar 1971 aus seinem Amt ausscheiden. In der Folge wurde er ein erfolgreicher Geschäftsmann. Er war Vorsitzender einiger Firmen und wurde Eigentümer mehrerer Banken. Außerdem war er weiterhin in Britton als Anwalt tätig.